# Takhat (Dinastía XX)
| t&A | N28 · t | B7 |

| t&A | N28 · t | B7 |

Takhat fue la madre del faraón del Antiguo Egipto Ramsés IX de la Dinastía XX.
Es probable que fuera la esposa de Mentuherjepeshef, un hijo de Ramsés III.
Una cámara de la tumba KV10 del faraón Amenmeses probablemente fue usurpada y redecorada para ella. Se encontraron partes de una momia que se cree suya.